# Эскина, Маргарита Александровна
Маргари́та Алекса́ндровна Э́скина (22 декабря 1933, Москва — 11 февраля 2009, там же) — российский театральный деятель, директор Дома актера имени А.А.Яблочкиной с 1987 по 2009 год.

## Жизнь и культурная деятельность
Родилась 22 декабря 1933 года в семье Александра Моисеевича Эскина и Зинаиды Сергеевны Карпович. Обучалась на театроведческом факультете ГИТИСа имени А. В. Луначарского. После его окончания пришла работать на Центральное телевидение, где проработала более 20-ти лет.
1956 год — начала работать на Центральной студии телевидения редактором программ. Затем до 1978 года была в Главной редакции программ для молодёжи Центрального телевидения сначала редактором, затем заместителем главного редактора. Участвовала в создании таких популярных программ молодёжной редакции как «Алло, мы ищем таланты!», «А ну-ка, девушки!», «Аукцион» Владимира Ворошилова, «От всей души», «КВН».
Эскина возглавляла отдел подготовки церемоний открытия и закрытия в Оргкомитете «Олимпиады-80». В период с 1981 по 1987 годы работала в Союзгосцирке, была завлитом в «Театре на Таганке», начальником репертуарного отдела Управления культуры Мосгорисполкома.
С 1987 года и до самой смерти она возглавляла Центральный Дом актера имени А. А. Яблочкиной, первым руководителем которого (с 1937 года) был её отец — Александр Моисеевич Эскин, легендарная фигура театральной Москвы.
С 1999 года Эскина вела регулярный телецикл «Дом Актёра» на телеканале «Культура».
Скончалась 11 февраля 2009 года в Москве на 76-м году жизни. Урна с прахом похоронена на Донском кладбище, на второй аллее, 4 участок (Новое Донское кладбище), вместе с отцом.

## Фильмография
1. 2004 — Даша Васильева. Любительница частного сыска −3
2. 2006 — Не было бы счастья… — Теща Балашова
3. 2006 — Карнавальная ночь-2, или Пятьдесят лет спустя — гостья, сидящая в зрительном зале

## Книга воспоминаний
- Эскина, Маргарита. Мастера и Маргарита. М.: Эксмо, 2007. — 224 с. — ISBN 5-699-19462-2

## Премии и награды
Маргарита Эскина — лауреат международных премий «Афина» (1993) и «Оливер» (1999), в 2001 году ей было присвоено звание академика Международной академии театра, а в 2008 году газета «Московский комсомолец» назвала Эскину Человеком года.
- Медаль «За трудовое отличие» (14 ноября 1980 года) — за большую работу по подготовке и проведению Игр XXII Олимпиады[3]
- Медаль «Ветеран труда»
- 1993 г. — Международная премия «Афина»
- 1999 г. — Международная премия «Оливер», «За гуманизм сердца»
- 2000 г. — Премия мэрии Москвы